# Pedro Uliambre
Pedro Damián Uliambre (nacido en General José de San Martín el 23 de febrero de 1968) es un exfutbolista argentino. Se desempeñaba como delantero y su primer club fue Rosario Central. Una vez retirado de la actividad incursionó en política; actualmente ejerce el cargo de presidente comunal en Sauce Viejo, provincia de Santa Fe.

## Carrera deportiva
Su debut oficial se produjo el 10 de abril de 1989, cuando Rosario Central venció a Ferro Carril Oeste en el Gigante de Arroyito por uno a cero con gol de David Bisconti, en cotejo válido por la 30.ª fecha del Campeonato de Primera División 1988-89; el entrenador centralista era Ángel Tulio Zof. Para la temporada siguiente se transformó en habitual titular, compartiendo la delantera con Juan Antonio Pizzi y Amadeo Gasparini. En el clásico rosarino disputado el 20 de mayo de 1990 marcó el gol con el que su equipo derrotaba a Newell's Old Boys por 1-0, pero el partido fue suspendido a los 31 minutos a partir de una gresca entre los futbolistas luego de que Ariel Cozzoni le propinara una patada descalificadora a José Luis Albarenque. Días más tarde el Tribunal de Disciplina de AFA les dio el partido por perdido a ambos clubes, por lo que el gol perdió validez oficial. Dejó Rosario Central tras finalizar el Apertura 1992, tras vestir la casaca canalla en 109 partidos, habiendo convertido 15 goles.
Prosiguió su carrera primeramente en Platense y luego en Estudiantes de La Plata; en 1994 llegó a Colón, disputando el Campeonato Nacional B 1994-95, siendo pilar en el equipo que logró el ascenso a Primera División, marcando incluso un gol en el partido de vuelta de la final por el segundo cupo al círculo máximo, el 29 de julio de 1995 frente a San Martín de Tucumán (victoria 3-0). Su continuidad en el sabalero se prolongó hasta mediados de 1998, conformándose en un referente para el club. Cerró su carrera en Banfield, disputando el Campeonato de Primera B Nacional 1998-99.

## Carrera política
Una vez retirado de la actividad futbolística, Uliambre se radicó en Sauce Viejo, comuna perteneciente al Departamento La Capital, provincia de Santa Fe. En 2007 ingresó como responsable del área de deportes, mientras que en marzo de 2011 remplazó al fallecido jefe comunal José María Vázquez; a mediados de ese año se presentó a las elecciones que lo confirmaron en el cargo. En 2013 buscó la reelección, pero fue derrotado por Andrés Vallones. En 2015 nuevamente fue candidato a jefe comunal, venciendo en esta ocasión, en 2017 es reelecto derrotando nuevamente a Andrés Vallones y a Angélica Maidana por lo que ostenta el cargo actualmente[9].

## Clubes
| Club                    | País      | Año       |
| ----------------------- | --------- | --------- |
| Rosario Central         | Argentina | 1989-1992 |
| Platense                | Argentina | 1993      |
| Estudiantes de La Plata | Argentina | 1993-1994 |
| Colón                   | Argentina | 1995-1998 |
| Banfield                | Argentina | 1998-1999 |

## Palmarés
| Equipo | País      | Título                     | Año  |
| ------ | --------- | -------------------------- | ---- |
| Colón  | Argentina | Ascenso a Primera División | 1995 |